# Conferência de Genebra (1973)
A Conferência de Genebra de 1973 foi uma tentativa de negociar uma solução para o conflito árabe-israelense, tal como previsto na Resolução 338 do Conselho de Segurança das Nações Unidas, na sequência do chamado cessar-fogo da guerra do Yom Kippur.  Depois de consideráveis negociações de "diplomacia de vaivém" por Henry Kissinger, a conferência foi aberta em 21 de dezembro de 1973, sob os auspícios do Secretário-Geral das Nações Unidas, com os Estados Unidos e a URSS como co-presidentes. Os ministros estrangeiros do Egito, Jordânia e Israel estavam presentes. A mesa com a placa de identificação da Síria permaneceu desocupada, embora a Síria tivesse indicado uma possível participação futura. Cada ministro das Relações Exteriores falou, principalmente dirigido ao seu público doméstico em vez de um ao outro. Kissinger articulou sua estratégia passo-a-passo e declarou que o objetivo da conferência era a paz; A necessidade imediata era fortalecer o cessar-fogo, realizando um desengajamento das forças como o "primeiro passo essencial" para a implementação da ONU 242. A reunião foi então adiada.
Embora nenhum acordo tenha sido alcançado em Genebra, o esforço não foi em vão. Após as eleições israelenses, um desengajamento militar entre Israel e Egito foi assinado em 18 de janeiro de 1974, e um desengajamento entre Israel e Síria foi assinado em 31 de maio.
Embora as tentativas de reativar a Conferência fracassarem, o Acordo Provisório de Sinai entre Israel e o Egito foi formalmente assinado em Genebra em 4 de setembro de 1975, como parte do processo da Conferência de Genebra. Este acordo afirmou que os conflitos entre o Egito e Israel "não serão resolvidos pela força militar, mas por meios pacíficos".

## Objetivos do Egito
No momento da adesão de Anwar Sadat como presidente, o Egito estava se desvinculando do nacionalismo árabe e de regimes radicais na região. O Egito desencorajou a participação desses países na Conferência de Genebra. O principal objetivo dos egípcios era recuperar o território que eles perderam em 1967 para Israel na Guerra dos Seis Dias sob o presidente Gamal Abdel Nasser. Este foi o seu objetivo durante a Guerra do Yom Kippur logo antes da conferência e o objetivo durante os Acordos de Camp David em 1978.

## Problema de representação palestina
Os egípcios, os americanos, os jordanianos e os soviéticos esperavam que, através da conferência, fosse desenvolvido algum tipo de acordo internacional sobre o problema palestino e em que pessoas específicas representariam palestinos em assuntos internacionais. O Egito foi a favor da Organização para a Libertação da Palestina (OLP) para representar os palestinos e se juntar ao Egito, Israel, Estados Unidos e outros países estabelecidos na Conferência de Genebra. As autoridades sírias deram um passo adiante e insistiram que, se a OLP não estivesse presente na Conferência de Genebra, a Síria também não estaria presente. Israel e os Estados Unidos se opuseram ao reconhecimento formal da OLP na Conferência de Genebra porque a Carta da OLP não reconheceu o direito de Israel de existir. Assim, nenhum representante da Síria também esteve presente na conferência.

## Relações dos EUA-Soviéticos
A Conferência de Genebra foi a última vez que os EUA aceitaram a União Soviética como um parceiro co-igualitário nos esforços de paz no Oriente Médio. Mais tarde, a mudança marcante na fidelidade do Egito - um aliado soviético de décadas que se aproximou abruptamente da órbita americana - permitiu que os EUA fechassem os soviéticos e afirmassem um papel como único mediador entre israelenses e árabes, manifestado primeiro em Israel - Relações egípcias e mais tarde também nas relações Israelense-Palestina.